# VM i curling 2021 (kvinder)
Verdensmesterskabet i curling for kvinder 2021 er det 42. VM i curling for kvinder gennem tiden. Mesterskabet blev arrangeret af World Curling Federation og afviklet i arenaen WinSport Arena i Calgary, Alberta, Canada i perioden 30. april - 9. maj 2021 med deltagelse af 14 hold. Canada var VM-værtsland for 17. gang, men det var første gang, at Calgary lagde is til kvindernes mesterskab. Det var også første gang, at VM havde deltagelse af 14 hold.
Mesterskabet blev for anden gang i træk vundet af Schweiz' hold bestående af Alina Pätz, skipper Silvana Tirinzoni, Esther Neuenschwander, Melanie Barbezat og reserven Carole Howald, der først vandt grundspillet, og som i finalen besejrede grundspillets nr. 2 fra Rusland under ledelse af Alina Kovaleva med 4-2. Det var Schweiz's ottende VM-titel for kvinder gennem tiden og den sjette titel siden 2012, og det var det andet VM-guld til Tirinzonis hold. Alina Pätz vandt sit fjerde verdensmesterskab, da hun også deltog på de schweiziske guldhold i 2012, 2015 og 2019. Rusland vandt VM-sølvmedaljer for anden gang i VM-historien og tangerede dermed holdets indtil da bedste resultat fra 2017.
Bronzemedaljerne gik til USA, som dermed kunne rejse hjem med VM-medaljer for første gang siden 2006. I bronzekampen vandt amerikanerne med med 9-5 over de olympiske mestre fra Sverige.
Canada tabte til Sverige i kvartfinalen og endte dermed på en delt femteplads, hvilket var den næstdårligste VM-placering indtil da for nordamerikanerne, der tidligere havde vundet VM-guld 17 gange, og som for blot ottende gang i VM-historien endte uden for medaljerækken. Canadierne sluttede på ottendepladsen ved det foregående VM, og det var første gang i VM-historien, at canadierne gik glip af medaljer ved to mesterskaber i træk.
Danmark blev repræsenteret af et hold under ledelse af Madeleine Dupont, der sluttede som nr. 4 i grundspillet efter otte sejre og fem nederlag. Holdet table i kvartfinalen til USA og endte dermed mesterskabet på femtepladsen, hvilket var den bedste danske VM-placering siden fjerdepladsen i 2011.
De seks bedste hold kvalificerede sig til den olympiske curlingturnering i 2022, og de olympiske billetter gik til Schweiz, Rusland, USA, Sverige, Canada og Danmark.
Mesterskabet skulle egentlig have været afviklet i Schaffhausen, Schweiz i perioden 19. - 28. marts 2021, men den 8. februar 2021 meddelte World Curling Federation, at mesterskabet var blevet aflyst, fordi de schweiziske sundhedsmyndigheder på grund af smitterisikoen i forbindelse COVID-19-pandemien ikke gav tilladelse til, at begivenheden blev spillet i Schweiz. En måneds tid senere kunne forbundet imidlertid offentliggøre, at mesterskabet ville blive afviklet i starten af maj i Calgary, Canada umiddelbart efter afholdelsen af mændenes VM samme sted.

## Hold
Mesterskabet skulle oprindeligt have haft deltagelse af 13 hold, men endte med at få deltagelse af 14 hold.
For at afgøre hvilke 13 hold, der skulle deltage i mesterskabet, havde World Curling Federation først og fremmest den udfording, at VM i 2020 blev aflyst pga. COVID-19-pandemien. Det betød, at fordelingen af de 13 pladser ved mesterskabet mellem de tre kontinenter ikke kunne fastslås ud fra resultatet fra VM 2020. Forbundet valgte derfor at allokere de 13 pladser ved VM som følger:
- Amerika: 2 pladser
- Europa: 8 pladser.
- Asien og Oceanien: 2 pladser.

Den sidste plads ved VM skulle tildeles det højst placerede hold på verdensranglisten, der ikke blev kvalificeret som følge af ovenstående allokering af pladser.
Dernæst løb man ind i den udfordring, at EM i curling og Stillehavsmesterskabet i curling, som normalt fungerede som kvalifikationsstævner til VM, blev aflyst i 2020. Derfor valgte man at anvende resultaterne fra EM og Stillehavsmesterskabet i 2019 som kvalifikationskriterier. Fra Amerika-zonen valgte man de to højst placerede hold på verdensranglisten. Det medførte, at følgende hold kvalificerede sig til mesterskabet:
- Panamerika: Canada og USA.
- Europa: Schweiz (som værtland), Sverige, Skotland, Rusland, Tyskland, Tjekkiet, Danmark og Estland (de syv bedst placerede hold ved EM i curling 2019, fraregnet Schweiz).
- Asien og Oceanien: Kina og Japan (de to bedst placerede hold ved Stillehavsmesterskabet i curling 2019).
- Højst placerede hold på verdensranglisten ud over ovennævnte: Sydkorea.

Efterfølgende valgte World Curling Federation ekstraordinært at øge antallet af deltagende hold 14. Det skyldtes bl.a., at den sædvanlige VM-kvalifikation for hold, der ikke havde kvalificeret sig direkte til VM fra de kontinentale mesterskaber, var blevet aflyst. Forbundet havde derfor modtaget en anmodning om, at de hold, der havde kvalificeret sig til det aflyste VM i 2020, men som ikke blev tildelt en plads ved VM 2021, også blev medtaget i deltagerfeltet. Det medførte, at Italien blev inkluderet som turneringens 14. hold.
Dermed endte mesterskabet med følgende deltagerfelt med holdenes placering på verdensranglisten inden VM angivet i parentes.
| Europa        | Panamerika | Asien og Oceanien |
| Danmark (10)  | Canada (3) | Japan (5)         |
| Estland (19)  | USA (8)    | Kina (9)          |
| Italien (13)  |            | Sydkorea (2)      |
| RCF (6)       |            |                   |
| Schweiz (4)   |            |                   |
| Skotland (7)  |            |                   |
| Sverige (1)   |            |                   |
| Tjekkiet (11) |            |                   |
| Tyskland (12) |            |                   |

## Resultater
De fjorten deltagende hold spillede først et grundspil alle-mod-alle med tretten kampe til hvert hold. De seks bedste hold efter grundspillet gik videre til slutspillet om medaljer.

### Grundspil
De fjorten hold spillede en enkeltturnering alle-mod-alle, hvilket gav tretten kampe til hvert hold. De to bedste hold i grundspillet gik videre til semifinalerne, mens holdene, der endte på 3.- til 6.-pladsen gik videre til kvartfinalerne.
Kampene i session 7 blev udsat pga. en række positive COVID-19-test blandt medarbejderne i mesterskabets tv-produktionshold. Kampene i session 7 blev i stedet afviklet efter session 23.
| Session | Dato      | Kl.   | Bane A              | Bane A | Bane B              | Bane B | Bane C              | Bane C  | Bane D              | Bane D |
| ------- | --------- | ----- | ------------------- | ------ | ------------------- | ------ | ------------------- | ------- | ------------------- | ------ |
| 1       | 30. april | 9:00  | Schweiz - Sydkorea  | 10–21  | Italien - Tjekkiet  | 5–7    | RCF - Tyskland      | 8–4     | USA - Skotland      | 16–10  |
| 2       | 30. april | 14:00 | Danmark - Japan     | 4–9    | Canada - Sverige    | 5–6    | Estland - Kina      | 13–10   | Italien - Schweiz   | 2–9    |
| 3       | 30. april | 19:00 | Tyskland - USA      | 8–7    | Japan - Skotland    | 15–10  | Canada - Tjekkiet   | 9–2     | Sydkorea - RCF      | 7–8    |
| 4       | 1. maj    | 9:00  | Sverige - Estland   | 7–4    | Kina - Danmark      | 15–14  | USA - Sydkorea      | 011–511 | Skotland - Tyskland | 7–6    |
| 5       | 1. maj    | 14:00 | Canada - Schweiz    | 5–8    | RCF - Italien       | 8–5    | Danmark - Sverige   | 3–9     | Tjekkiet - Estland  | 8–7    |
| 6       | 1. maj    | 19:00 | Japan - Kina        | 2–5    | Sydkorea - Tyskland | 19–10  | RCF - Canada        | 8–7     | USA - Italien       | 7–5    |
| 7       | 2. maj    | 9:00  | Tjekkiet - Danmark  | Udsat  | Skotland - Kina     | Udsat  | Schweiz - Estland   | Udsat   | Sverige - Japan     | Udsat  |
| 8       | 2. maj    | 14:30 | Sydkorea - Skotland | 8–4    | USA - Canada        | 7–6    | Tyskland - Italien  | 16–10   | Estland - RCF       | 6–8    |
| 9       | 2. maj    | 19:30 | Kina - Sverige      | 7–5    | Sydkorea - Italien  | 7–6    | Tjekkiet - Japan    | 2–9     | Schweiz - Danmark   | 13–41  |
| 10      | 3. maj    | 9:00  | Estland - USA       | 3–5    | Schweiz - Japan     | 10–51  | Sverige - Skotland  | 7–4     | Tyskland - Canada   | 6–2    |
| 11      | 3. maj    | 14:00 | Italien - Skotland  | 6–9    | Danmark - RCF       | 5–7    | Canada - Sydkorea   | 8–4     | Kina - Tjekkiet     | 7–2    |
| 12      | 3. maj    | 19:00 | Sverige - Tjekkiet  | 7–3    | Tyskland - Estland  | 19–110 | Kina - Schweiz      | 4–9     | Danmark - USA       | 7–6    |
| 13      | 4. maj    | 9:30  | Estland - Sydkorea  | 6–8    | Italien - Canada    | 14–10  | Japan - RCF         | 5–6     | Schweiz - Sverige   | 3–8    |
| 14      | 4. maj    | 14:30 | Danmark - Tyskland  | 7–6    | Japan - USA         | 7–8    | Skotland - Tjekkiet | 6–5     | RCF - Kina          | 8–4    |
| 15      | 4. maj    | 19:30 | Skotland - Canada   | 5–6    | Tjekkiet - Schweiz  | 1–9    | Kina - USA          | 3–6     | Estland - Italien   | 15–110 |
| 16      | 5. maj    | 9:00  | RCF - Sverige       | 10–81  | Estland - Canada    | 14–10  | Japan - Tyskland    | 6–7     | Danmark - Sydkorea  | 6–4    |
| 17      | 5. maj    | 14:00 | Japan - Sydkorea    | 8–9    | USA - Sverige       | 14–10  | Tjekkiet - RCF      | 7–5     | Skotland - Schweiz  | 16–10  |
| 18      | 5. maj    | 19:00 | Skotland - Estland  | 8–5    | Tyskland - Kina     | 7–5    | Italien - Danmark   | 5–9     | Tjekkiet - USA      | 13–110 |
| 19      | 6. maj    | 9:00  | Schweiz - RCF       | 8–6    | Italien - Japan     | 2–8    | Sydkorea - Kina     | 7–1     | Canada - Danmark    | 10–81  |
| 20      | 6. maj    | 14:00 | Canada - Japan      | 5–7    |                     |        | USA - Schweiz       | 5–6     | Tyskland - Sverige  | 1–6    |
| 21      | 6. maj    | 19:00 | Kina - Italien      | 6–4    | Sverige - Sydkorea  | 6–8    | Estland - Danmark   | 6–9     | RCF - Skotland      | 9–8    |
| 22      | 7. maj    | 9:00  | USA - RCF           | 3–7    | Danmark - Skotland  | 9–5    | Tyskland - Tjekkiet | 9–8     | Kina - Canada       | 4–6    |
| 23      | 7. maj    | 14:00 | Sydkorea - Tjekkiet | 7–4    | Schweiz - Tyskland  | 8–3    | Sverige - Italien   | 9–5     | Japan - Estland     | 9–6    |
| 7       | 7. maj    | 19:00 | Tjekkiet - Danmark  | 5–6    | Skotland - Kina     | 6–7    | Schweiz - Estland   | 9–5     | Sverige - Japan     | 7–5    |

| Plac. | Hold     | Kampe | Vundne | Tabte | Indbyrdes | DSC      |
| ----- | -------- | ----- | ------ | ----- | --------- | -------- |
| 1.    | Schweiz  | 13    | 12     | 1     |           |          |
| 2.    | RCF      | 13    | 11     | 2     |           |          |
| 3.    | Sverige  | 13    | 10     | 3     |           |          |
| 4.    | Danmark  | 13    | 8      | 5     |           |          |
| 5.    | USA      | 13    | 7      | 6     | 2 sejre   |          |
| 6.    | Canada   | 13    | 7      | 6     | 1 sejr    |          |
| 7.    | Sydkorea | 13    | 7      | 6     | 0 sejre   |          |
| 8.    | Skotland | 13    | 6      | 7     | 1 sejr    | 55,39 cm |
| 9.    | Tyskland | 13    | 6      | 7     | 1 sejr    | 58,78 cm |
| 10.   | Kina     | 13    | 6      | 7     | 1 sejr    | 59,06 cm |
| 11.   | Japan    | 13    | 5      | 8     |           |          |
| 12.   | Tjekkiet | 13    | 3      | 10    |           |          |
| 13.   | Italien  | 13    | 2      | 11    |           |          |
| 14.   | Estland  | 13    | 1      | 12    |           |          |

### Slutspil
De seks bedste hold fra grundspillet spillede i slutspillet om medaljer. De to bedste hold i grundspillet, Schweiz og RCF, startede slutspillet i semifinalerne, mens de øvrige fire hold, Sverige, Danmark, USA og Canada, startede i kvartfinalerne, hvor de spillede om de sidste to ledige pladser i semifinalerne.
I kvartfinalerne mødtes holdene 3 vs. 6 og 4 vs. 5, mens vinderen af grundspillet, Schweiz, i semifinalen spillede mod den af kvartfinalevinderne, der sluttede på den dårligste placering i grundspillet, dvs. USA.

#### Kvartfinaler
| Kvartfinale | Kvartfinale |  | 1 | 2 | 3 | 4 | 5 | 6 | 7 | 8 | 9 | 10 | EE |  | Total |
| ----------- | ----------- |  | - | - | - | - | - | - | - | - | - | -- | -- |  | ----- |
| Canada (6)  |             |  | 0 | 1 | 0 | 1 | 0 | 1 | 0 | 0 | X | X  | -  |  | 3     |
| Sverige (3) |             |  | 1 | 0 | 2 | 0 | 2 | 0 | 2 | 1 | X | X  | -  |  | 8     |

| Kvartfinale | Kvartfinale |  | 1 | 2 | 3 | 4 | 5 | 6 | 7 | 8 | 9 | 10 | EE |  | Total |
| ----------- | ----------- |  | - | - | - | - | - | - | - | - | - | -- | -- |  | ----- |
| Danmark (4) |             |  | 1 | 1 | 0 | 1 | 0 | 0 | 2 | 0 | 2 | 0  | -  |  | 7     |
| USA (5)     |             |  | 0 | 0 | 1 | 0 | 0 | 3 | 0 | 3 | 0 | 1  | -  |  | 8     |

#### Semifinaler
| Semifinale  | Semifinale |  | 1 | 2 | 3 | 4 | 5 | 6 | 7 | 8 | 9 | 10 | EE |  | Total |
| ----------- | ---------- |  | - | - | - | - | - | - | - | - | - | -- | -- |  | ----- |
| USA (5)     |            |  | 0 | 1 | 0 | 1 | 0 | 0 | 0 | 1 | 0 | X  | -  |  | 3     |
| Schweiz (1) |            |  | 1 | 0 | 2 | 0 | 0 | 1 | 2 | 0 | 1 | X  | -  |  | 7     |

| Semifinale  | Semifinale |  | 1 | 2 | 3 | 4 | 5 | 6 | 7 | 8 | 9 | 10 | EE |  | Total |
| ----------- | ---------- |  | - | - | - | - | - | - | - | - | - | -- | -- |  | ----- |
| RCF (2)     |            |  | 0 | 1 | 0 | 4 | 1 | 0 | 1 | 0 | 1 | 0  | -  |  | 8     |
| Sverige (3) |            |  | 0 | 0 | 1 | 0 | 0 | 3 | 0 | 2 | 0 | 1  | -  |  | 7     |

#### Bronzekamp
| Bronzekamp  | Bronzekamp |  | 1 | 2 | 3 | 4 | 5 | 6 | 7 | 8 | 9 | 10 | EE |  | Total |
| ----------- | ---------- |  | - | - | - | - | - | - | - | - | - | -- | -- |  | ----- |
| USA (5)     |            |  | 0 | 0 | 0 | 1 | 1 | 0 | 5 | 0 | 2 | X  | -  |  | 9     |
| Sverige (3) |            |  | 0 | 1 | 1 | 0 | 0 | 2 | 0 | 1 | 0 | X  | -  |  | 5     |

#### Finale
| Finale      | Finale |  | 1 | 2 | 3 | 4 | 5 | 6 | 7 | 8 | 9 | 10 | EE |  | Total |
| ----------- | ------ |  | - | - | - | - | - | - | - | - | - | -- | -- |  | ----- |
| RCF (2)     |        |  | 0 | 0 | 1 | 0 | 0 | 0 | 0 | 1 | 0 | 0  | -  |  | 2     |
| Schweiz (1) |        |  | 1 | 0 | 0 | 2 | 0 | 0 | 0 | 0 | 0 | 1  | -  |  | 4     |

### Samlet rangering
| Plac.                                | Hold     | 4                    | 3                 | 2                  | 1                        | Reserve          | Kvalifikation                   |
| ------------------------------------ | -------- | -------------------- | ----------------- | ------------------ | ------------------------ | ---------------- | ------------------------------- |
| Guld                                 | Schweiz  | Alna Pätz            | Silvana Tirinzoni | E. Neuenschwander  | Melanie Barbezat         | Nicole Howald    | Kvalificeret til Vinter-OL 2022 |
| Sølv                                 | RCF      | Alina Kovaleva       | Julija Portunova  | Galina Arsenkina   | Jekaterina Kuzmina       | Marija Komarova  | Kvalificeret til Vinter-OL 2022 |
| Bronze                               | USA      | Tabitha Peterson     | Nina Roth         | Becca Hamilton     | Tara Peterson            | Aileen Geving    | Kvalificeret til Vinter-OL 2022 |
| 4.                                   | Sverige  | Anna Hasselborg      | Sara McManus      | Agnes Knochenhauer | Sofia Mabergs            | Johanna Heldin   | Kvalificeret til Vinter-OL 2022 |
| 5.                                   | Canada   | Kerri Einarson       | Val Sweeting      | Shannon Birchard   | Briane Meilleur          | Krysten Karwacki | Kvalificeret til Vinter-OL 2022 |
| 5.                                   | Danmark  | Madeleine Dupont     | Mathilde Halse    | Denise Dupont      | Lina Knudsen             | My Larsen        | Kvalificeret til Vinter-OL 2022 |
| 7.                                   | Sydkorea | Kim Eun-Jung         | Kim Kyeong-Ae     | Kim Cho-Hi         | Kim Seon-Yeong           | Kim Yeong-Mi     |                                 |
| 8.                                   | Skotland | Eve Muirhead         | Victoria Wright   | Jennifer Dodds     | Lauren Gray              | Sophie Sinclair  |                                 |
| 9.                                   | Tyskland | Daniela Jentsch      | Mia Höhne         | Klara-Hermine Fomm | Analena Jentsch          | Emira Abbes      |                                 |
| 10.                                  | Kina     | Han Yu               | Dong Ziqi         | Zhang Lijun        | Jiang Xindi              | Yan Hui          |                                 |
| 11.                                  | Japan    | Sayaka Yoshimura     | Kaho Onodera      | Anna Ohmiya        | Yumie Funayama           | Ayami Ito        |                                 |
| 12.                                  | Tjekkiet | Anna Kubešková       | Alžbĕta Baudyšová | Michaela Baudyšová | Ežen Kolčevská           | Petra Vinšová    |                                 |
| 13.                                  | Italien  | Stefania Constantini | Marta Lo Deserto  | Angela Romei       | Giulia Zardini Lacedelli | Elena Dami       |                                 |
| 14.                                  | Estland  | Marie Turmann        | Liisa Turmann     | Heili Grossmann    | Erika Tuvike             | Kerli Laidsalu   |                                 |
| Skippere er markeret med fed skrift. |          |                      |                   |                    |                          |                  |                                 |